# Nadir Afonso

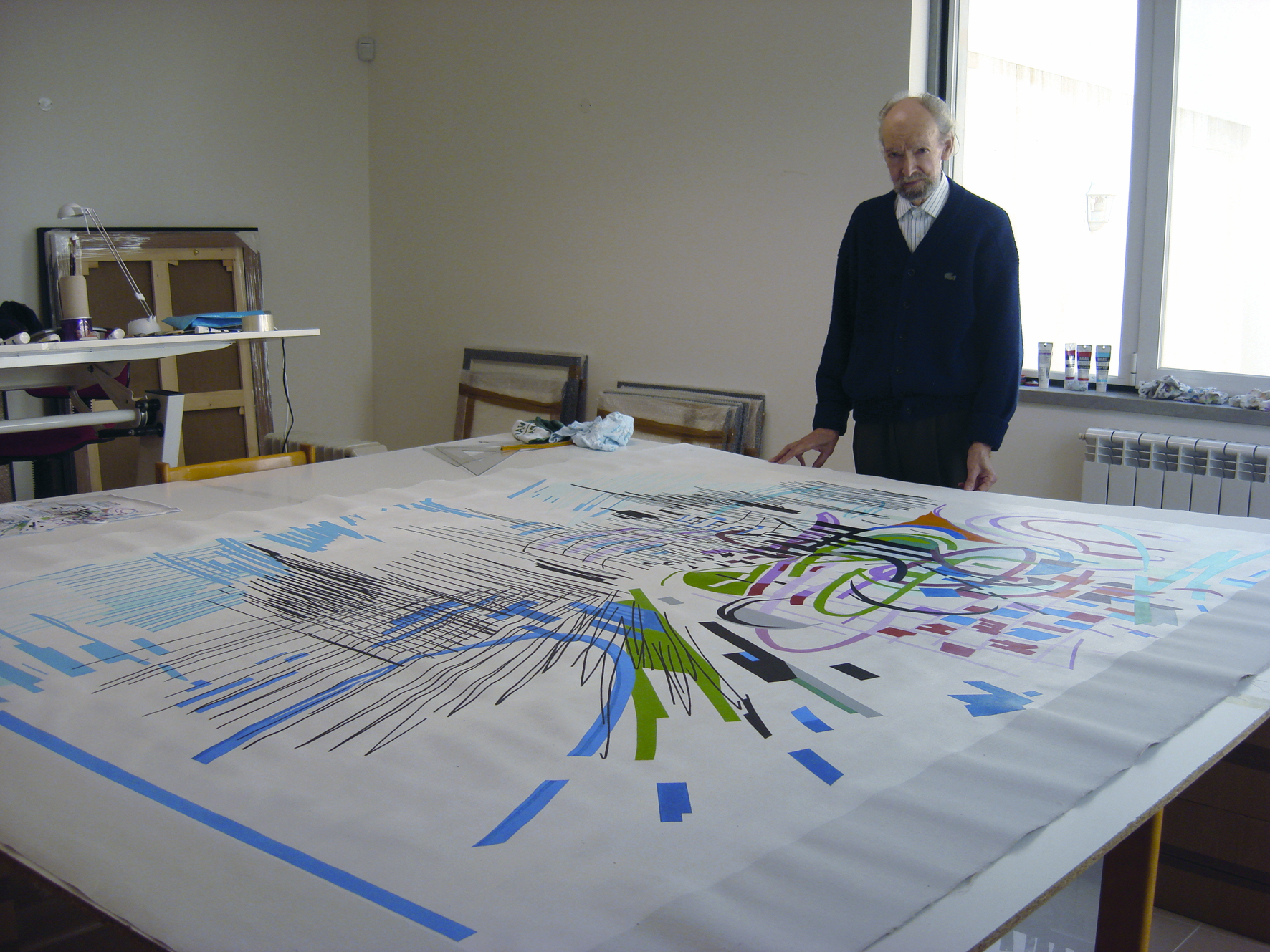
Nadir Afonso in seinem Atelier, 2007

Nadir Afonso (* 4. Dezember 1920 in Chaves; † 11. Dezember 2013 in Cascais) war ein portugiesischer Maler. Ursprünglich Architekt, arbeitete er mit Le Corbusier und Oscar Niemeyer. Später studierte er in Paris Malerei und wurde zu einem Vorreiter der kinetischen Kunst.
Seine theoretischen Arbeiten zur geometrisch basierten Ästhetik veröffentlichte er in mehreren Büchern. Afonso ging dabei von der These aus, Kunst sei rein objektiv und bestimmt von Gesetzen, die sie nicht als einen Akt der Phantasie, sondern als einen der Beobachtung, Wahrnehmung und Formänderung behandeln.
Seine Arbeiten finden sich weltweit in zahlreichen Museen, darunter sein bekanntestes Werk, die Serie Städte, in der er Plätze aus aller Welt darstellt.